# Saint-Didier-de-Bizonnes
Saint-Didier-de-Bizonnes là một xã của tỉnh Isère, thuộc vùng Rhône-Alpes, đông nam nước Pháp.